# گمینا بژوزه
گمینا بژوزه (به لهستانی:  Gmina Brzuze) یک گمینا در لهستان است که در شهرستان رپین واقع شده‌است. گمینا بژوزه ۸۶٫۲۵ کیلومتر مربع مساحت و ۵٬۳۶۸ نفر جمعیت دارد.